# 横川運転区
横川運転区（よこかわうんてんく）は、群馬県安中市にかつて存在した東日本旅客鉄道（JR東日本）の車両基地である。この項では、前身である横川機関区についても述べる。

## 概要
信越本線（横川 - 軽井沢、通称：横軽）開通を前にした1892年7月に横川機関庫が横川駅南側に設置された。同区間は最大66.7‰もの急勾配が連続する難所であり、列車に連結する補助機関車と乗務員が所属することとなった。
1928年には軽井沢機関庫を統合し、横川機関庫の分庫とした。1936年9月1日付で、横川機関区に改称した。なお、日本国有鉄道時代は高崎鉄道管理局に属していた。
国鉄分割民営化を前にした1987年3月1日付で横川運転区に改称され、分割民営化後はJR東日本に継承された。その後1997年同区間が廃止になると同時に本運転区も閉鎖された。跡地には、1999年に碓氷峠鉄道文化むらが開園した。

## 配置車両に記された略号
横川を示す「横」である。

## 過去の配置車両
（横川 - 軽井沢間）専用の機関車のみの配置。落成・配置順に記載する。
非電化時は、海外からの輸入機関車や、それをベースに国内で製造した蒸気機関車が使用された。
※（）内は車両形式称号規程改正による改番後の形式。

### 蒸気機関車
AD形（C1形・3900形）（1892年 - 1922年）
- 1893年4月1日の（横川 - 軽井沢間）開業を前にドイツから4両が輸入された。

AH形（C2形・3920形）（1895年 - 1917年）
- 1895年にイギリスから2両が輸入された。

C3形（3950形）（1898年 - 1921年）
- 1898年から1908年にかけて10両がイギリスから輸入された。

C3形（3980形）（1906年 - 1919年）
- 1906年から1909年にかけて6両がイギリスから輸入された。

### 電気機関車
10000形（EC40形）電気機関車（1912年 - 1936年）
- 1912年の電化開業に伴う電気機関車牽引開始に伴い10000形としてスイスから12両が輸入、新製配置された。

10020形（ED40形）電気機関車（1919年 - 1952年）
- 1919年から1923年にかけて10020形として14両が製造され、輸送量の増加や蒸気機関車の廃止に対応した[5]。

10040形（ED41形）電気機関車（1921年 - 1951年）
- 1926年にスイスから2両が輸入された[5]。

ED42形電気機関車（1934年 - 1963年）
- 1934年にはED40形とED41形の後継車としてED42形の新製配置がなされ、1947年までに24両の配置が完了した[2][6]。これによりED40とED41は置き換えられ引退・除籍となった[6]。
- 後継のEF63形の登場により、1963年度末までに全車が引退・除籍となった[6]。

EF63形電気機関車（1963年 - 1997年）
- 1964年にアプト式運転から粘着運転への新線切り替えと、直流600Vから1,500Vへの昇圧化に合わせて配置された。
- 1 - 13の新製配置は当初、高崎第二機関区（現高崎機関区）であったが1964年8月に当区へ転入[6]。以降1966年から1976年まで14 - 25の12両が新製配置された。
- 分割民営化時には当時すでに除籍されていた廃車された1･5･9･14以外の2 - 4･6 - 8･10 - 13･15 - 25の21両が継承された。
- 1997年9月30日をもって本運転区は廃止[4]。用途を喪失したEF63は1998年9月の廃車まで高崎運転所（現ぐんま車両センター）所属とされ、解体や保存までの間、横川駅や高崎駅などに留置された。

## 乗務範囲
- 信越本線（横川 - 軽井沢間）

同区間を通過する全列車に連結されるEF63の乗務はもちろんの事、同区間を走行する客車列車や貨物列車で運用されるEF62の乗務も担当した。

## その他
廃止後は敷地全体と構内施設の一部が碓氷峠鉄道文化むらに転用され、詰所と機関庫はそれぞれ鉄道資料館と鉄道展示館として一般公開されている。また、運転体験用の線路は横川駅へ接続されている。